# Ved Vesterport
Ved Vesterport er en kontorbygning i København beliggende mellem Vesterbrogade og Gammel Kongevej lige ved Vesterport Station hvorefter den er opkaldt. Den blev opført i 1931-32 af arkitekterne Ole Falkentorp og Povl Baumann, og var for sin tid nyskabende både hvad angik dens konstruktion og funktion. I Politiken kaldte Poul Henningsen bygningen "moderne uden at være mode".
Bygningen tjente som et kontorhotel, hvor det både var muligt at leje et lille, møbleret kontor med adgang til fællesfaciliteter og større sammenhængende kontorarealer. Huset havde en parkeringskælder med tilhørende servicestation og smørehal som fungerede efter samme principper.

## Arkitektur
Bygningen er 8 etager høj plus to etager kælder. Dens bruttoetageareal er ca. 40.000 m², hvoraf de 2 er kældre, hvoraf godt 2.000 m² udgøres af p-kælderen som er placeret mod Meldahlsgade. Ved opførelsen var p-kælderen Europas på den tid største bilhotel med servicestation og smørehal.
Husets bærende konstruktion består af et stålskelet af sammenboltede søjler og dragere som efterfølgende er støbt ind i beton. Den har murede brystninger og stålvinduer, og er yderst beklædt med kobber.

## Ved Vesterporti dag
Ved Vesterport er i dag ejet af Nordea Ejendomme og anvendes af Nordea Bank.